# 勒梅勒罗
勒梅勒罗（法語：Le Merlerault，法語發音：[lə mɛʁləʁo] ⓘ）是法国奥恩省的一个市镇，属于阿让唐区。

## 地理
勒梅勒罗（48°42'2"N, 0°17'7"E）面积19.1 平方千米，位于法国诺曼底大区奧恩省，该省份为法国西北部内陆省份，北起顺时针与卡爾瓦多斯省、厄尔省、厄尔-卢瓦省、萨尔特省、马耶讷省和芒什省接壤。
与勒梅勒罗接壤的市镇（或旧市镇、城区）包括：利涅尔、尚欧、梅尼勒弗罗热、圣日耳曼-德克莱尔弗耶。

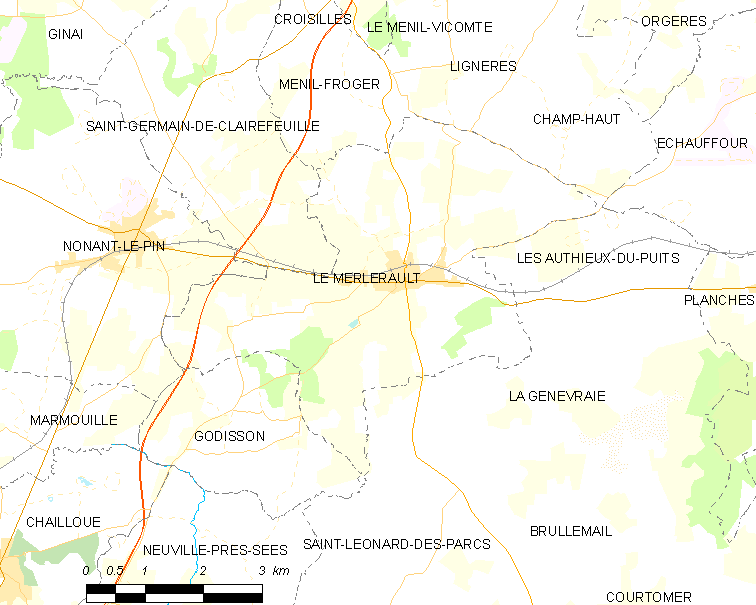
勒梅勒罗的OSM定位图

勒梅勒罗的时区为UTC+01:00、UTC+02:00（夏令时）。

## 行政
勒梅勒罗的邮政编码为61240，INSEE市镇编码为61275。

## 政治
勒梅勒罗所属的省级选区为赖村县。

## 人口

1962-2008年间勒梅勒罗人口变化图示

勒梅勒罗于2022年1月1日时的人口数量为754人。